# Гацфельдт, Мельхиор фон
Граф (1635) Мельхиор фон Гацфельдт (нем. Melchior Friedrich Gottfried Graf von Gleichen und Hatzfeldt, Herr zu Trachenberg; 20 октября 1593, замок Кротторф, близ Фризенхагена — 9 января 1658, Повидзко, под Жмигрудом) — имперский полководец времён Тридцатилетней войны, фельдмаршал.

## Биография
Представитель древнего немецкого рода Гацфельдтов. Второй из пяти сыновей Себастьяна фон Гацфельдта и Люсии фон Зиккинген. Первоначально он готовился для духовного сана (как и его брат Франц фон Гацфельд, который впоследствии стал епископом Вюрцбурга и Бамберга) и получил сан диакона. После учёбы во Франции Мельхиор фон Гацфельдт в 1620 году вступил в ряды имперской армии, получив от Валленштейна чин офицера. В 1631 году он унаследовал владения графа фон Глайхена. В 1632 году Мельхиор получил чин полковника, а в 1635 году он стал фельдмаршалом и графский титул. После гибели в 1634 году Валленштейна Мельхиор фон Гацфельдт командовал армией и находился в подчинении главнокомандующего имперской армии Матиаса Галласа.
В 1636 году Мельхиор фон Гацфельдт захватил город Магдебург, а затем потерпел поражение от шведов в битве при Виттоштоке. В 1638 году он выиграл битву при Флото. В 1640 году вместе с Оттавио Пикколомини выбил шведские войска под командованием Юхана Банера из Богемии. В 1641 году германский император Фердинанд III предоставил Мельхиору фон Гацфельдту во владение Трахенберг в Силезии (ныне Жмигруд в Польше, ранее город принадлежал роду Шаффгоч). В 1643 году он участвовал в захвате Туттлингена, в том же году он был назначен главнокомандующим имперской армии. В марте 1645 году Мельхиор фон Гацфельдт потерпел поражение от шведского фельдмаршала Леннарта Торстенссона в битве под Янковом, был взят в плен и прекратил службу в имперской армии.
Он стал управлять своими силезскими владениями, в том числе занимался расширением замка в Трахенберге. Его семья владела этим замком до 1945 года. В 1657 году Мельхиор фон Гацфельдт вернулся на императорскую службу и был назначен командующим имперской армии (16 тыс. чел.), отправленной на помощь Речи Посполитой в борьбе против шведских оккупантов. Он вынудил шведов покинуть осаждённый Краков. Во время польской экспедиции он заболел и умер через несколько месяцев в своих силезских владениях.
Мельхиор фон Гацфельдт был похоронен в приходском костёле в Жмигруде (через несколько лет его останки были перенесены в часовню костёла в Прусице), а его сердце помещено в костёле в Лауденбахе.